# 智利南极省

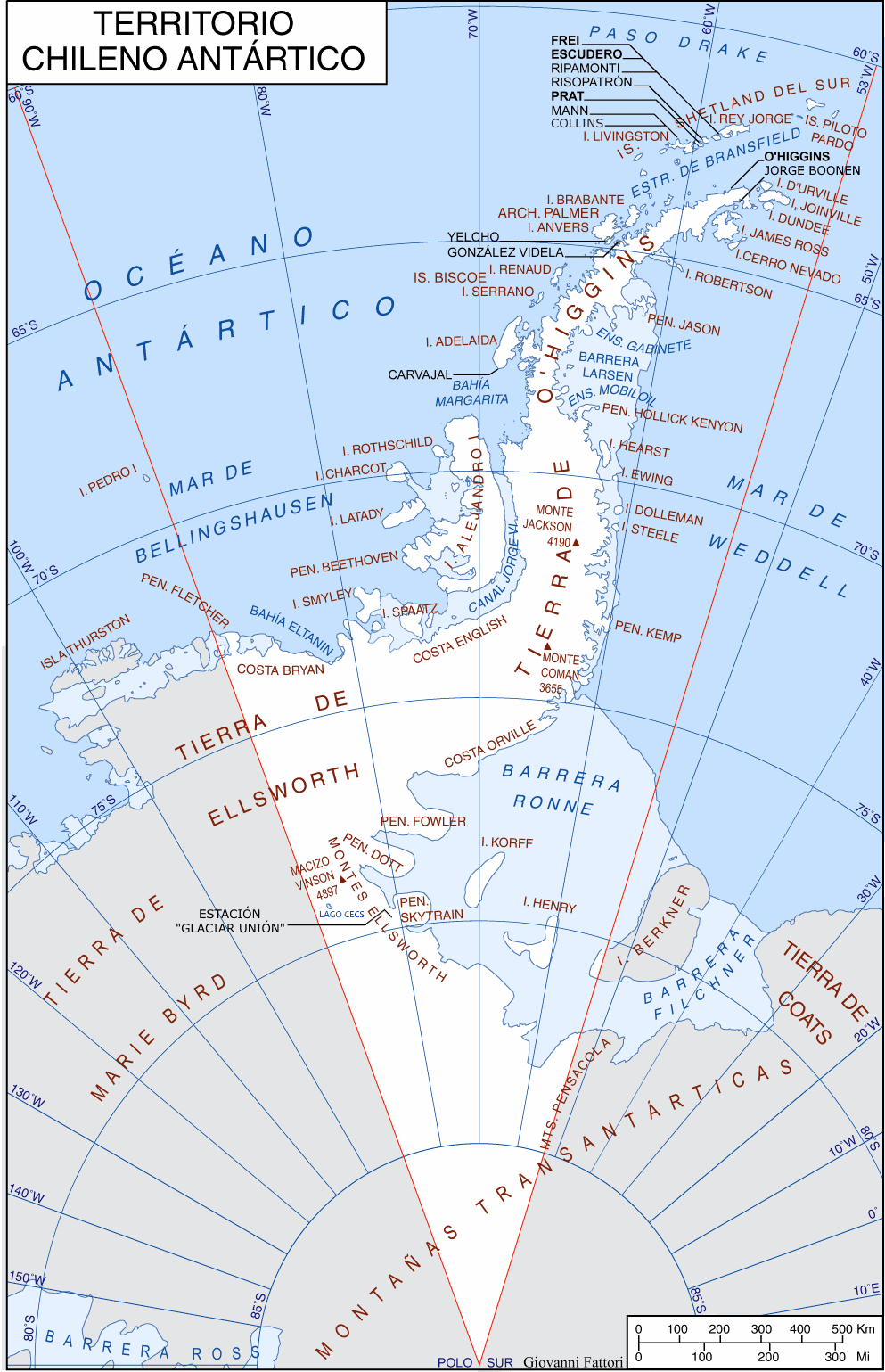
智利南极省涵蓋的智利南極領地

智利南极省（西班牙語：Provincia de la Antártica Chilena）是智利聲稱的最南端省份，首府威廉斯港。屬麥哲倫-智利南極大區管轄，智利官方聲稱該省份還包括一部分南極洲領土，不過由於《南極條約》對於南極主權要求凍結，目前並未實際統治。
智利官方自1940年起，一直聲稱南極洲的南極半島是她們的領土，稱為「智利南極省」，但智利方面也因早於1961年簽訂《南極條約》，受其中的附帶條件和現今南極洲氣候問題影響，加上該省的大部份地方同為阿根廷和英國所爭奪，所以至今「智利南極省」南极洲部分仍未為智利的合法領土。

## 地理
智利南极省涵蓋大火地岛南部、大火地岛以南島嶼以及位於西經53°至西經90°的南極地域，即包括整個南極半島，彼得一世島，亞歷山大島，以及埃爾斯沃思地至南極高原一帶的南極洲大陸地區。

## 人口
智利南极省首府威廉斯港为该省人口规模最大的城镇，2001年人口2,262人。
該省南极洲部分由於受到該地的嚴寒天氣和「南極條約」等因素影響下，故沒有永久的居民。但由於南極半島相對南極內陸各地的氣溫顯得更為和暖，故多數來自美國、中國、俄羅斯等國的研究人员都會集中在這一地區興建研究站，有關研究人員會在這里短暫居住。

## 行政区划
1. 合恩角自治市（2001年前叫纳瓦里诺（Navarino），首府在威廉斯港），面积14,146 km2（5,462 sq mi），2002年人口普查共2,262人，1,952人住在首府[4]。
2. 南极自治市，面积1,250,000 km2（482,628 sq mi），2002年人口普查共130人，该自治市的所有领土在国际上不被承认。（详见智利南极领地）

合恩角自治市的政府管理合恩角自治市和南极自治市，使其成为目前智利唯一一个管辖多个自治市的市政府。